# هيلانة الصربية
هيلينا الصربية (الصربية: Јелена / Jelena؛ المجرية: Ilona ؛بعد 1109 - بعد 1146)؛ كانت ملكة المجر القرينة باعتبارها زوجة بيلا الثاني، وبعد وفاة زوجها حكمت المجر بصفتها وصية على العرش على ابنها البكر غيزا الثاني منذ 1141 إلى سبتمبر 1146 مع شقيقها بيلوش.
هيلانة هي ابنة أوروش الأول أمير صربيا الأكبر (1112-1145)؛ في حين والدتها آنا تعتبر أميرة بيزنطية وهي حفيدة الإمبراطور رومانوس الرابع ديوجينيس، تم ترتيب زواجها من بيلا الثاني في عام 1129 من قبل ابن عمه الملك إسطفان الثاني (1116-1131)؛ لاحقا أصبح أبناؤها الأصغر لازلو الثاني وإسطفان الرابع أيضا ملوك المجر بعد وفاة شقيقهما في 1162 بدعم من البيزنطيين، وأيضا أصبح ثلاثة من أشقائها أمراء صربيا الكبار.
ومن المعروف عنها أنها كان لها تأثير كبير على قرارات زوجها الكفيف والدولة المجرية، بحيث ساعدته كثيراً في حكم البلاد وكانت مخلصة له لدولته، وكانت هي أقنعت النبلاء المجريين في اجتماع أراد بإعدام 68 من الارستقراطيين الذين تأمروا مع عمه الملك كالمان ليضمن خلافه ابنه إسطفان الثاني حول التعدي على زوجها ووالده المتمرد الأمير ألموس بحيث أصبحوا عُميان، وأيضا كانت من خطط استئصال الأعضاء التناسلية من الأمير بيلا ولكن الجندي المكلف بهذه المهمة رفض تنفيذ الأمر.